# Gaspar de Borja y Velasco
Gaspar de Borja y Velasco (Villalpando, 26 de junio de 1580-Madrid, 28 de diciembre de 1645) fue eclesiástico y político español, cardenal de la Iglesia católica y primado de España, arzobispo de Sevilla y de Toledo. Miembro de la Casa de Borja. Ejerció como Embajador en Roma (Santa Sede) y  virrey en Nápoles.

## Progenie
Fue hijo del VI Duque de Gandía, D. Francisco Tomás de Borja Aragón y Centelles y biznieto de San Francisco de Borja, IV Duque de Gandía y 3.er Padre General de la Compañía de Jesús; y, consecuentemente, descendiente, como ellos, del Papa Alejandro VI y del rey Fernando II de Aragón.
Su madre fue Juana Enríquez de Velasco y de Aragón, hija de Íñigo Fernández de Velasco y Tovar, IV duque de Frías y X Condestable de Castilla.

## Primeros años
Nació en la localidad de Villalpando (hoy Provincia de Zamora), España.
Su formación transcurrió en la Universidad de Alcalá de Henares, donde fue colegial del Colegio Mayor de San Ildefonso, y obtuvo sucesivamente los grados de Maestro en Artes (28 de mayo de 1602), Licenciado en Teología (30 de diciembre de 1608) y Doctor en Teología (5 de enero de 1609).
Su primer destino eclesiástico fue la Catedral de Cuenca donde fue canónigo y arcediano. Después sería también arcediano en la Catedral de Toledo, dignidad que retuvo hasta que fue hecho Primado. Según Dávila: 

"ordenó le de Epístola y Mitra el Obispo de Troya, y de evangelio D. Tomás de Borja, en el Convento Real de las Descalzas de la Princesa, de la villa de Madrid. Dijo su primera misa en el Noviciado de la Compañía de Jesús de Madrid, y fue su padrino en ella el Venerable P. Francisco de Robledillo".

## Cardenal
El 17 de agosto de 1611, con tan solo 29 años y a “suplicación” del rey Felipe III, recibió de su santidad Paulo V el capelo de cardenal  en la cuarta creación de cardenales que hizo bajo su papado. Pasa a residir en Roma  donde también recibe el capelo con el título de Santa Susana el 10 de diciembre de 1612 y posteriormente, el 17 de octubre de 1616, se le concede el título de la Santa Cruz de Jerusalén.
Desde 1616 hasta 1619 es nombrado para desempeñar el cargo de embajador de España, en Roma, que tiempo después volvería a ejercer a partir de 1631. Invitó a Roma a Diego Saavedra Fajardo como su letrado de cámara, etapa en la que este escritor se hizo experto en las artes diplomáticas, terreno en el que emergería como figura con extraordinario relieve.
En Italia, el cardenal Borja desarrollaría una importante labor al servicio de Felipe III y Felipe IV. En Roma también desempeñó el cargo de "Protector de las iglesias de España" siendo responsable de la presentación al Papa de los nuevos obispos de la Corona.
Fue nombrado virrey de Nápoles el 6 de junio de 1620, sustituyendo al infortunado duque de Osuna, Pedro Téllez-Girón, pero ocupará el cargo solo hasta 14 de diciembre de ese mismo año.
Como cardenal asistió el 8 y el 9 de febrero de 1621 al cónclave en el que el cardenal Alessandro Ludovisi fue elegido como Gregorio XV. Dada su avanzada edad y delicado estado de salud fallecería dos años después de ser elegido. Por ello, el cardenal Borja es llamado otra vez al cónclave el 19 de julio de 1623 hasta el 6 de agosto de ese mismo año cuando es elegido el cardenal Maffeo Barberini como Urbano VIII, siendo su influencia notable. Este mismo año de 1623 fue a su vez nombrado Consejero de Estado.
El 15 de septiembre de 1630 Gaspar de Borja y Velasco fue ordenado obispo de Albano por el cardenal Antonio Barberini, cargo para el que había sido previamente designado dos meses antes.

## Embajador ante la Santa Sede
En abril de 1631 el conde de Monterrey es nombrado virrey de Nápoles por lo que deja vacante el cargo de embajador extraordinario en Roma. Escribe a su santidad Urbano VIII dando cuenta de que el cargo pasaba a ser ocupado por el cardenal Borja, decisión sobre la que llegó un despacho del Rey dando su aprobación.
El cardenal Borja, ya como embajador extraordinario ante la Santa Sede, veía con preocupación las conquistas territoriales del rey de Suecia y el progreso del protestantismo en Europa. Recibía correos del duque de Feria, gobernador de Milán, con avisos de los progresos del rey de Suecia y con indicaciones de las vivas instancias que convenía hacer al Papa para que apoyara y asistiera a la causa de la Cristiandad.
El 30 de mayo de 1631 el príncipe Maximiliano de Baviera, jefe de la Liga Católica, se había aliado con Francia en el tratado de Fontainebleau, rompiendo el frente político del imperio. La victoria de las tropas del rey Gustavo II Adolfo de Suecia en Breitenfeld, el 17 de septiembre de 1631, en la que fue desarmado el ejército católico, preocupó seriamente a las cortes de Madrid y de Viena que tuvieron que buscar urgentemente fondos para la causa católica. Durante este trance, el cardenal Borja recibe el 22 de enero de 1632 un correo del rey Felipe IV con la orden de exigir al papa Urbano VIII un paquete de ayudas concretas para apoyar a los ejércitos del frente católico en Europa.
El cardenal Borja, muy sensibilizado con esta necesidad, había trasladado en varias ocasiones al papa Urbano VIII su preocupación por los avances de las tropas del rey de Suecia y la conveniencia de que prestase apoyo económico para combatirle. Se apresuró a ocuparse del mandato real y, al día siguiente, se reunió con los cardenales Sandoval, Espínola y Albornoz para tratar el tema y disponer la forma en que convenía pedir esta ayuda a Su Santidad. Informó seguidamente al cardenal Barberini, sobrino del Papa, sobre la encomienda que tenía de petición de “gracias” a Su Santidad y le pidió que sondeara con el Papa si procedía solicitar audiencia privada o bien podía hacerse acompañar de los cardenales españoles.
Tras clara indicación de que debía de hacer su petición él solo, tuvo una primera audiencia privada para tratar sobre esta materia, en la que el cardenal Borja trasladó al Papa las necesidades económicas que tenía la Cristiandad para defenderse de los avances de las tropas herejes. Dio detalles el Cardenal del enorme esfuerzo que estaban haciendo los vasallos y los reinos de España, y de la imposibilidad de cubrir ellos solos los inmensos gastos crecientes que requería la causa. Tras explicar todos los detalles de la situación, pasó a solicitar las “gracias” que el Rey le había detallado, petición que no fue bien acogida por el Pontífice quien rebatió radicalmente su posible concesión. Después de meditarlo, el Papa concedió seiscientos mil ducados, una pequeña parte de lo solicitado, haciéndoselo saber al cardenal Borja por medio de monseñor Arcolini, su secretario de estado, y al Rey por medio de su nuncio a quien Urbano VIII designaba para coordinar la ejecución de la ayuda.
El cardenal Borja tuvo una segunda audiencia, en la que expuso al Papa la insuficiencia del apoyo concedido y lo inadecuada que era la mediación del nuncio, ya que aparte de ser desacostumbrada tal mediación, éste había dado causas suficientes para no confiar en él y era deseo del Rey que fuera relevado de su cargo. El cardenal Borja dio cuenta a los cardenales españoles de la dureza y obstinación con que se manifestó el Papa y de la situación de estancamiento que se había producido en la negociación, y conjuntamente consideraron que posiblemente habría de llegarse a la protesta formal, no sin antes cargarse de razones en una nueva audiencia con el Papa, ésta con presencia de los cardenales españoles y con los cardenales Burgesio y Ludobisio.
Siendo denegada esta audiencia conjunta y fracasando todas las gestiones indirectas para que Su Santidad fuera más receptivo a las necesidades que planteaba el rey Felipe IV, el cardenal Borja consideró que no convenía demorar más la presentación de una protesta formal. Para ello, el cardenal Gaspar de Borja contaba con el respaldo del rey Felipe IV y con el voto favorable de los cardenales españoles.
Desde el 19 de diciembre en que el Rey envió las órdenes, se había acentuado el peligro de pérdida de las provincias católicas y el Cardenal no creía que debiera suspender por más tiempo la protesta. Reunido con los demás cardenales españoles, Gaspar de Borja decidió con ellos que la ocasión más oportuna para la protesta sería la reunión de los obispos en el Consistorio, donde hablaba como cardenal de las Iglesias que ocasionalmente proponía en su papel de protector de los reinos de España. Estimaba el Cardenal que una protesta secreta no daría ningún fruto y por eso optó por hacerla en un foro en el que la noticia tuviera amplia difusión.

## La Protesta
Antes de celebrarse el primer consistorio de Obispos, el cardenal Borja celebró otra audiencia con su santidad Urbano VIII, de la que no obtuvo ninguna reacción positiva, y en la que se radicalizaron las respectivas posiciones. El 8 de marzo de 1632 tuvo lugar el Consistorio, y después de haber propuesto las Iglesias de Coria y Zumacan y de haber preconizado la de Nicaragua, el Cardenal comenzó con la oración de protesta:

“Luego que el serenísimo católico rey de España supo, que el poder de todos los herejes había conspirado con el rey de Suecia, y los estragos que los católicos habían padecido en Alemania, imitando los ejemplos de sus antepasados, quienes le adquirieron este glorioso renombre, peleando más por la religión que por la corona, dirigió todos sus pensamientos y sus fuerzas a resistir al punto a tanto peligro. Y así despreciando sus propios intereses en Indias, en la Italia y en Flandes, socorrió al Cesar con gran cantidad de dinero, y mandó que sus tropas de Flandes se opusiesen al sueco, en tanto que pudiese disponer del poder de todos sus reinos para asistir con mayores socorros, pero considerando juntamente que las armas de los herejes, que conspiran de todas partes, no se pueden rechazar bien, sino con las armas comunes de los católicos, se volvió con el mayor empeño que pudo a Vuestra Santidad, como común padre de todos, suplicándole humildemente que no solo socorriese con las mayores cantidades de dinero que pudiese, sino también, por ser lo más importante, que advirtiese del peligro a todos los príncipes, y pueblos católicos, y les alentase con eficacia a que juntas sus fuerzas, defiendan con voz alta la causa de la religión en tan manifiesto peligro; y que se ostentase tal, con solicitud apostólica cuales se ostentaron sus santísimos y esclarecidos predecesores, los que levantando la voz como clarín apostólico, movieron toda la república cristiana a gloriosas confederaciones por defender, y aun por propagar la fe. Lo cual se prometía con tesón Su Majestad ejecutaría Vuestra Santidad con gallardía, por su suma prudencia y piedad, pero creciendo cada día los daños, y aun no moviéndose Vuestra Santidad me mandó Su Majestad que todas estas cosas que se le habían repetido privadamente a Su Santidad muchas veces por los señores cardenales españoles, y por mí, los refiera también en su nombre en este supremo consistorio para que haya tantos testigos para con Dios y los hombres, cuantos reverendísimos padres se hallan en él, de que Su Majestad no ha faltado a la causa de Dios, y de la fe, ni por diligencias, ni por autoridad, ni por medios; y juntamente me mandó que proteste con toda la humildad y reverencia, que conviene que todo el daño que padece la religión católica, no se debe atribuir al rey piadosísimo, y obedientísimo, sino a Vuestra Santidad.”

La protesta produjo gran irritación en Urbano VIII quien antes de dejar terminar su exposición interrumpió con alboroto diciendo que no era el foro adecuado para expresarse como embajador, y que como cardenal solo podría intervenir si era interrogado por él. Borja le replicó que, habiendo sido denegada la audiencia junto con otros cardenales, no había tenido más remedio que ejecutar en ese lugar las órdenes que el Rey le había dado, a lo que siguieron reproches del Papa acusando al Cardenal de estar siempre en su contra y de este haciendo referencia a problemas pasados.
La situación se encendió todavía más cuando el Papa ordenó airadamente al Cardenal que se callara y este se levantó y le dio el texto escrito de la protesta que no había podido terminar de leer en voz alta. El cardenal Santonofrio, hermano del Papa, se le acercó y llegó a alzar su mano y tirarle de la capa y hubo de interponerse el cardenal Sandoval para evitar el enfrentamiento físico.
La elección de sitio tan controvertido para elevar la protesta, y la vehemencia del cardenal Borja por cumplir el mandato del Rey, se unían a la situación de enfrentamiento que tenía con Urbano VIII desde el principio de su pontificado por haberse opuesto a todas las acciones suyas que creía injustas. Se encontraron nuevamente el siguiente jueves en la congregación de Inquisición donde siguieron haciéndose reproches y tensando la situación.
A la muerte de Diego Guzmán de Haro, cardenal y arzobispo de Sevilla, el 19 de febrero de 1632 fue nombrado sucesor en el cargo de esta santa iglesia. Le consagraría el 5 de junio de 1632 fray Antonio Barberini, sobrino del papa Urbano VIII, con el título de San Onofre en presencia de los obispos de Motula y de Báez. Recibió el palio de arzobispo de manos de Urbano VIII, quien por esas fechas tenía una relación algo tensa con el cardenal Borja. No obstante su designación como arzobispo de Sevilla, el cardenal Borja continuó siendo también obispo de Albano hasta su muerte.
Pasados los meses, los embajadores extraordinarios estaban ya negociando su salida de Roma cuando se anuncia el nombramiento por Felipe IV del cardenal Borja como gobernador y capitán general del estado de Milán. Sucede en el cargo al cardenal Infante y su designación se comunicó a Domingo Pimentel y Juan Chumacero para que la hicieran llegar al papa Urbano VIII en la creencia de que así se daba por satisfecho el deseo de éste de ver al cardenal Borja fuera de Roma y por tanto resuelta la situación.

## Últimos años
De todo lo acontecido en esos cuatro años, desde que recibió el mandato del Rey de pedir ayuda al Papa para combatir al ejército protestante en Europa, hasta su regreso a España, el cardenal Borja hizo personalmente un extenso relato que fue examinado por el gobierno del conde-duque de Olivares en una junta de catorce ministros.
El cardenal Borja había terminado su larga etapa italiana pero habría de continuar rindiendo importantes servicios a la Iglesia y al Estado. En abril de 1636 fue nombrado presidente del supremo, real y sacro consejo de Aragón, y posteriormente, del consejo de Italia. El 7 de octubre de 1638 bautizó a la infanta María Teresa, hija menor del primer matrimonio de Felipe IV y futura esposa de Luis XIV de Francia, a la que Diego Velázquez retrató varias veces. Durante la guerra con Francia en los años 1642 y 1643, cuando el Rey hubo de ausentarse de Madrid para hacer las jornadas de Aragón y Cataluña, asistió a la reina Isabel como cogobernador.
A la muerte en Flandes del Infante don Fernando, cardenal arzobispo de Toledo, el 3 de enero de 1643 fue presentado por el Rey Felipe IV para la sede primada de Toledo, pero fue rechazado por el Papa Urbano VIII con el que no había reconciliación posible. No se materializó esta designación hasta el pontificado de Inocencio X que, como el cardenal Borja, era descendiente de Alejandro VI.
También participó entre el 9 de agosto y el 15 de septiembre de 1644 en el cónclave que eligió al cardenal Giovanni Battista Pamphili como papa Inocencio X (como curiosidad, bajo su majestuosa estatua en Roma se firmó la Constitución Europea el 30 de octubre de 2004).

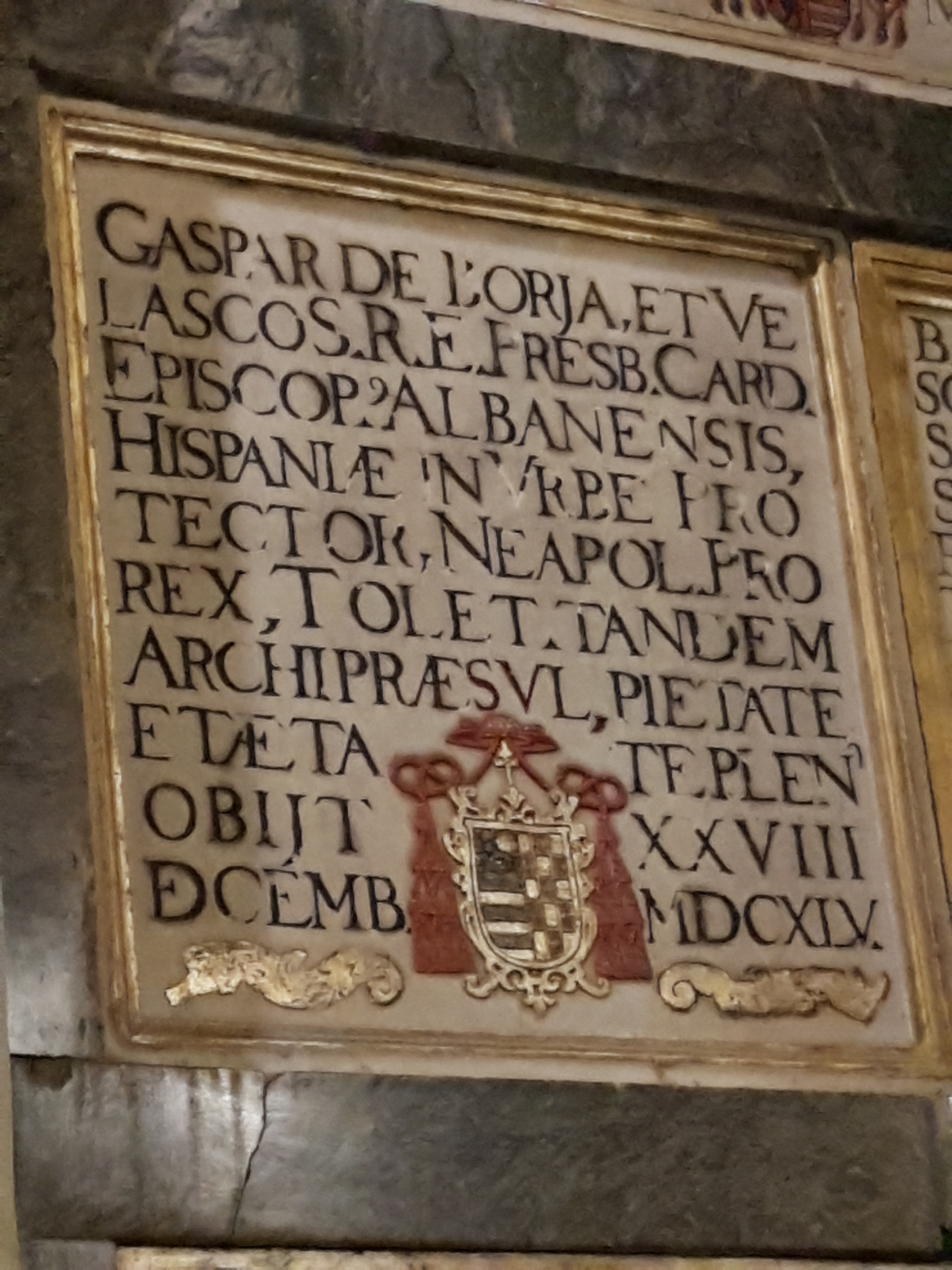
Su tumba en la Catedral de Toledo

El 16 de enero de 1645 sería por fin preconizado cardenal primado arzobispo de Toledo. Se despidió de Sevilla el 15 de marzo y salió de la ciudad el 29, después de haber tomado posesión por procurador de la sede toledana el 20 de marzo. En el mes de mayo entró en su Iglesia y dio a sus pobres una primera limosna de diez mil ducados. En este año de 1645 también sirvió al Rey con doscientos mil ducados para la guerra de Cataluña.

## Fallecimiento
El cardenal Borja ocupó la silla primada de arzobispo de Toledo por poco tiempo hasta su muerte, acontecida al final de dicho año el jueves 28 de diciembre de 1645 a las nueve de la noche. Fue enterrado en la capilla de San Ildefonso de la catedral primada de Toledo. Dejó fundadas cuatro obras pías, en Roma, en Madrid, en Toledo y en Gandia.

## Camarlengo
Ejerció de Camarlengo del Colegio Cardenalicio en 1627.

## Diplomático
Nombrado embajador ante la Santa Sede, acusó al Papa Urbano VIII de omisión del deber de defender al catolicismo en guerra con las naciones protestantes. La Corte de Madrid necesitaba dinero para financiar la contienda y el Papa no contribuyó. Las formas poco diplomáticas del Cardenal Gaspar de Borja terminaron con su carrera diplomática y hubo de volver a la archidiócesis de Sevilla, de la que era titular.
La patente enemistad del Papa Urbano VIII con el Cardenal Borja se manifestó otra vez cuando Felipe IV lo propuso para ser Arzobispo de Toledo, siendo rechazado, si bien su nombramiento se llevó a cabo cuando después de la muerte de Urbano VIII, su sucesor Inocencio X ya lo nombró el año de su muerte (1645).
| Predecesor: Pedro Téllez-Girón, duque de Osuna | Virrey de Nápoles 4 de junio-14 de diciembre de 1620 | Sucesor: Antonio Zapata y Cisneros   |
| Predecesor: Diego Guzmán de Haro               | Arzobispo de Sevilla 1632-1645                       | Sucesor: Agustín Spínola             |
| Predecesor: Fernando de Austria                | Arzobispo de Toledo 1645                             | Sucesor: Baltasar Moscoso y Sandoval |